# Chevrolet Series M
Chevrolet Series M – samochód osobowy wyprodukowany pod amerykańską marką Chevrolet w latach 1923 roku.

## Dane techniczne
- Pojemność: 2,2l
- Moc: 24 KM
- Liczba cylindrów: 4